# Sidoka
Nicolas Paolinelli Gino (Belo Horizonte, 19 de junho de 1998), mais conhecido pelo nome artístico Sidoka, é um rapper e compositor brasileiro. O artista é considerado um expoente do trap (subgênero do rap/hip-hop) no Brasil, tendo ganhado o prêmio MTV Millenial Awards 2021 (Brasil) na categoria "Trap na cena" e participado do documentário "Música pelo Brasil: Trap".

## Biografia
Nicolas nasceu em 19 de junho de 1998 e cresceu no Aglomerado da Serra, periferia de Belo Horizonte. Em sua infância, Sidoka sempre sonhou em ser jogador de futebol, mas largou essa vontade principalmente em razão do adoecimento de sua mãe. O artista estudava de manhã, trabalhava à tarde, fazia curso à noite e de madrugada rimava. Ele trabalhou como estagiário na Prefeitura para ajudar nas contas em casa, com o pouco que ganhava. Com o tempo que sobrava, passava a madrugada elaborando novas rimas e mal descansava para levantar cedo e ir trabalhar no outro dia.
| “ | Eu nunca pensei em ter outra profissão, eu nunca me encaixei em nada de faculdade, nunca me decidi, sabe? Não sabia se eu queria fazer Medicina, se eu queria fazer Direito, nada me agradava. Quando criança, todo menino quer ser jogador de futebol, mas não deu certo, reprovei nos testes também. Minha mãe não entendeu no começo, então ela não apoiava. Ela só começou a botar fé quando eu trouxe dinheiro de show pra casa | ” |
|   | — Sidoka, para o Rap Dab. |   |

Com o tempo, o interesse pela música foi despertado em Sidoka. Certo dia, o garoto achou um beat na internet e decidiu fazer um som. Gostou muito e decidiu tentar seguir no ramo musical. Além disso, o jovem pediu demissão do emprego para se dedicar ao seu grande sonho. No início o rapper precisou fazer alguns “bicos” para conseguir segurar as pontas em casa, mas a recompensa de todo esforço e dedicação chegou em 2018, quando Sidoka conseguiu lançar no cenário do rap.

## Carreira musical
Sidoka lançou sua primeira musica em 2015 intitulada “The Hall Crew” na plataforma SoundCloud, após essa faixa ele continuou lançando seus sons no seu Soundcloud, algumas vezes com o pseudônimo “Mike The Lowiez”, sua mãe, mesmo não sendo contra, não apoiava o filho.
| “ | Eu tinha que ser o que a minha mãe sempre quis que eu fosse. Médico, advogado... porque lá em casa a nossa renda sempre foi muito baixa e desde pequeno eu tive que trabalhar. Eu estudava de manhã, trabalhava à tarde, fazia curso à noite e de madrugada eu rimava. Ia dormir às quatro da manhã pra acordar às seis. Chegou uma hora em que eu falei: vou viver meu sonho, tá ligado? Porque eu tive oportunidade de entrar para o crime também mas recusei. Eu sabia que alguma coisa ia acontecer pra mim e insisti nas minhas músicas. | ” |
|   | — Sidoka, em entrevista para O Globo. |   |

Com sua autenticidade, Sidoka foi cada vez mais ganhando espaço no cenário musical. O episódio que ajudou muito o jovem a bombar na cena foi o feat com o rapper Djonga, na faixa "UFA". O encontro de Sidoka e Djonga ocorreu quando um produtor de Belo Horizonte convidou Sidoka para um evento, onde o artista cantou um dos seus primeiros sons, chamado "Nativo". Um dos espectadores era o artista Djonga, que entrou em contato com o Sidoka após sua apresentação e o convidou para participar da faixa "UFA".
Em 2018, Sidoka lançou um som em colaboração com o artista Chris MC, na faixa "Drift". No mesmo ano, buscando sua consolidação na cena, Sidoka lançou sua primeira mixtape intitulada de "Dokaz", que conta com um de seus maiores hits solo: "Mi'adama". Depois de um tempo, ele lança o álbum "Elevate", onde o artista reproduz vários estilos. Nesse álbum é onde surge a famosa faixa "07".
Em março de 2019, o artista lança a mixtape "Sommelier", que tem como principal sucesso o som "Sommelier". Dois meses depois, Sidoka lança uma de suas faixas mais famosas: "Porsche".
Em julho do mesmo ano, depois do lançamento da faixa "Porsche", Sidoka lança o seu 2° álbum de estúdio "Doka Language", que tem como principal sucesso a faixa "Olha pro Oclin" com a colaboração do artista FBC.
Três meses após o lançamento de "Doka Language", Sidoka lança o single mais famoso de sua carreira, "N Me Sinto Mal Mais", que possui mais de 85 milhões de views em seu canal no Youtube.

## Discografia
| Álbum                   | Data de lançamento      |
| ----------------------- | ----------------------- |
| Dokaz                   | 16 de Fevereiro de 2018 |
| Elevate                 | 28 de Dezembro de 2018  |
| Sommelier               | 21 de Março de 2019     |
| Doka Language           | 11 de Julho de 2019     |
| Merci                   | 18 de Fevereiro de 2020 |
| Futuruz                 | 4 de Abril de 2020      |
| Manda Esperar           | 23 de Junho de 2020     |
| Espelho Infinito        | 28 de Agosto de 2020    |
| Shh..                   | 1 de Outubro de 2021    |
| Sensitivo Pt.1          | 17 de Fevereiro de 2023 |
| Sensitivo Pt. 2         | 10 de Março de 2023     |
| SE VC AMA, (Pré-Deluxe) | 30 de Agosto de 2024    |
| SE VC N AMA,            | 19 de Dezembro de 2024  |

## Prêmios e indicações
| Ano  | Prêmio                                | Categoria    | Nomeação        | Resultado |
| ---- | ------------------------------------- | ------------ | --------------- | --------- |
| 2019 | Lista Red Bull de Melhor Álbum do ano | —            | "Doka Language" | 4° lugar  |
| 2020 | MTV Millennial Awards 2020            | Aposta MIAW  | —               | Venceu    |
| 2021 | MTV Millennial Awards 2021            | Trap na cena | —               | Venceu    |